# Lashinda Demus
Lashinda Demus (Inglewood, California; 10 de marzo de 1983) es una atleta estadounidense, especialista en la prueba de 400 m vallas, con la que llegó a ser campeona mundial en 2013.

## Carrera deportiva
Ha ganado dos medallas de oro en campeonatos mundiales: en Berlín 2009 en la prueba de 4x400 m —por delante de Jamaica y Reino Unido— y en Daegu 2011 en los 400 m vallas.